# Сильвестр Штадлер
Сильвестр Штадлер (нім. Sylvester Stadler; нар. 30 грудня 1910, Фонсдорф, Штирія — пом. 23 серпня 1995, Аугсбург) — німецький воєначальник, СС-бригадефюрер та генерал-майор Ваффен-СС часів Третього Рейху (1945). Один зі 160 кавалерів Лицарського хреста з Дубовим листям та мечами (6 травня 1945; №152).

## Біографія
Закінчив технічне училище, працював електриком.
Брав участь в нацистському русі в Австрії задовго до аншлюсу. 2 травня 1933 року вступив в СС (службове посвідчення №139 495), членом НСДАП ніколи не був.
В 1933 році переїхав до НІмеччини, де вступив у частини підсилення СС. В 1933 році закінчив юнкерське училище СС в Бад-Тельці і отримав звання унтерштурмфюрера СС. Командував взводом штандарту СС "Дойчланд".
У складі полку "Дойчланд" брав участь у Польській кампанії. А 1940 році переведений у полк СС "Фюрер", в складі якого брав участь у Французькій кампанії та перших боях на Східному фронті. 20 вересня 1941 року знову переведений у полк СС "Фюрер", командував 2-м батальйоном.
На початку 1942 року переведений в юнкерське училище СС у Бад-Тельці в якості інструктора.
З березня 1942 року знову призначений командиром 2-го батальйону полку СС "Фюрер". Відзначився у боях під Харковом та на Курській дузі.
В середині 1943 року призначений командиром 4-го моторизованого полку СС "Фюрер" у складі 2-ї моторизованої дивізії СС "Дас Райх".

## Нагороди бригадефюрера СС Штадлера
- Німецький Олімпійський знак 2-го класу (1 вересня 1936)
- Йольський свічник СС (грудень 1936)
- Кільце «Мертва голова» (20 квітня 1937)
- Почесна шпага рейхсфюрера СС (1 грудня 1937)
- Спортивний знак СА в бронзі (1 грудня 1937)
- Німецька імперська відзнака за фізичну підготовку в бронзі (1 грудня 1937)
- Медаль «У пам'ять 13 березня 1938 року»
- Медаль «У пам'ять 1 жовтня 1938» із застібкою «Празький град»
- Залізний хрест 2-го класу (25 вересня 1939)
- Нагрудний знак «За поранення» в чорному (16 червня 1940)
- Штурмовий піхотний знак в сріблі (21 червня 1940)
- Залізний хрест 1-го класу (27 червня 1940)
- Медаль «За вислугу років у СС» 4-го і 3-го (1 травня 1941) ступеня (8 років)
- Німецький хрест в золоті (21 квітня 1942)
- Медаль «За зимову кампанію на Сході 1941/42» (1942)
- 2 нарукавних знаки «За знищений танк» 2-го ступеня — за 2 знищених ворожих танки.
- Лицарський хрест Залізного хреста з дубовим листям і мечами
  - Хрест (6 квітня 1943) — за заслуги в боях під Харковом.
  - Дубове листя (16 вересня 1943; №303) — як командир моторизованого полку СС «Фюрер»
  - Мечі (6 травня 1945; №152) — як командир 9-ї танкової дивізії СС «Гогенштауфен».
- Нагрудний знак ближнього бою в золоті (12 грудня 1943)

Військова кар'єра
- 2 травня 1933 — СС-анвертер
- 3 січня 1934 — СС-манн
- 20 квітня 1934 — СС-роттенфюрер
- 20 травня 1934 — СС-шарфюрер
- 20 квітня 1935 — СС-обершарфюрер
- 21 січня 1936 — СС-штандартенюнкер
- 25 лютого 1936 — СС-штандартеноберюнкер
- 20 квітня 1936 — СС-унтерштурмфюрер
- 12 вересня 1937 — СС-оберштурмфюрер
- 30 червня 1939 — СС-гауптштурмфюрер
- 1 вересня 1942 — СС-штурмбаннфюрер
- 20 квітня 1943 — СС-оберштурмбаннфюрер
- 30 січня 1944 — СС-штандартенфюрер
- 1 серпня 1944 — СС-оберфюрер
- 20 квітня 1945 — СС-бригадефюрер та генерал-майор Ваффен-СС